# Milton-Freewater
Milton-Freewater – miasto w Stanach Zjednoczonych, w stanie Oregon, w hrabstwie Umatilla.

## Miasto Partnerskie
- Waimate, Nowa Zelandia[1]